# Дачная (платформа, Московская железная дорога)
Да́чная (бывш. Кетрица) — остановочный пункт Киевского направления Московской железной дороги в городе Апрелевка Наро-Фоминского городского округа Московской области.

## Краткое описание
Остановочный пункт расположен на двухпутном электрифицированном перегоне Апрелевка — Алабино участка Москва — Бекасово I Московской железной дороги.
Остановочный пункт отнесён к Московско-Смоленскому региону МЖД. Имеются две высокие боковые пассажирские платформы, соединённые между собой низким пешеходным переходом. На платформах установлены терминалы предварительного проездного документа (ТППД), с помощью которых пассажир оформляет предварительный проездной документ (в виде талона), подтверждающий факт отправления от исходной остановки. Когда пассажир предъявляет такой талон при покупке билета в поезде или на станции назначения, с него не взимается дополнительный сбор.

## История
Открыта не позднее 1924 года. До 1959 года именовалась пл. Кетрица (пл. 41 версты), с 1959 года — Дачная. Близ поселка Кетрица находилась дача писателя Н. Н. Златовратского.

## Пассажирское движение
На платформе останавливаются пригородные поезда, следующие на Москву, Кресты, Бекасово I, и Нару. Время движения от Киевского вокзала около 51 минуты. Все электрички от/до станций Малоярославец и Калуга-1 проходят Дачную без остановок. Поезда дальнего следования и экспрессы здесь также остановок не имеют